# Julieta Always
Juliana Maríana Juana Aguilar Cosculluela (Coscuyuela o Coscojuela) (Barbastro (Huesca), 1899- 1979), conocida como Julieta Always, fue una pintora española.

## Biografía
Juliana Aguilar nace en el seno de una familia acomodada, lo que le permitió cursar estudios en Barbastro y posteriormente en Huesca, en la Escuela Normal. Mujer bella y rebelde, abandona sus estudios de magisterio y marcha a Madrid, más tarde a Barcelona y, finalmente a París, ciudad en la que vivirá unos años trabajando como bailarina de cabaré.
Tras la guerra civil española vuelve a Madrid donde se relaciona con famosos intelectuales, políticos y toreros de la época.
Hacia 1940 decide volver a su ciudad natal donde, instalada en el Palacio Argensola, entonces abandonado y ocupado por personas sin recursos, hubo de sobrevivir a la presión social y la escasez económica, aunque obtuvo algún ingreso como repartidora de periódicos. Años más tarde, al iniciarse las obras de rehabilitación del Palacio, Julieta debe buscar nuevo acomodo, instalándose sucesivamente en distintos edificios y locales abandonados de la ciudad.

## Obra

### Pintura
Aficionada a la pintura, con ella reflejaba sus impresiones sobre diferentes personajes de la época y, en ocasiones, mostraba sus obras en la calle. El pintor catalán Modest Cuixart recaló casualmente en Barbastro y tuvo la ocasión de conocer a Julieta y ver sus cuadros, quedando impresionado hasta el punto de crear un cuadro inspirado en ella, La Bruja Barbastro.
La visión del cuadro de Cuixart en una galería de arte en Zaragoza llevó al periodista Luis García Bandrés a investigar sobre su protagonista, que en esos momentos se encontraba ingresada en el asilo de las Hermanitas de los Pobres de Huesca, recuperándose de las lesiones sufridas tras una caída. El periodista consiguió reunir una treintena de sus obras y organizar con ellas una exposición en la sala Barbasán de Zaragoza en 1978.

### Literatura
Se conoce la existencia de un ensayo inédito que firmó como Chelín Always y tituló Una cita con las células.

## Homenajes
Después de su muerte, Julieta Always, considerada hoy como uno de los máximos exponentes del arte naïf aragonés, ha sido homenajeada de diferentes formas por pintores, escritores e instituciones  aragonesas.
Su obra pictótrica fue expuesta en la Galería Costa 3 de Huesca en 1979, y más recientemente, en 2010, en la sala de exposiciones de la Universidad Nacional de Educación a Distancia (UNED) de Barbastro.
La escritora Ana María Navales la convirtió en personaje literario en dos de sus obras, la novela El regreso de Julieta Always (1981) y el relato Julieta de los Espíritus (Tres mujeres, 1995).
En 2011 el Ayuntamiento de Barbastro organiza por primera vez el Certamen Internacional de pintura al aire libre Julieta Always.